# Milan Uhlík
Milan Uhlík (* 1. září 1963) je bývalý slovenský fotbalista.

## Fotbalová kariéra
V československé lize hrál za Slovan Bratislava, Duklu Banská Bystrica a ZVL Považská Bystrica. Nastoupil celkem v 60 ligových utkáních a dal 2 góly.

## Ligová bilance
| Ročník                                   | Zápasy | Góly | Klub                  |
| ---------------------------------------- | ------ | ---- | --------------------- |
| 1. československá fotbalová liga 1984/85 | 22     | 1    | Slovan Bratislava     |
| 1. československá fotbalová liga 1986/87 | 15     | 1    | Dukla Banská Bystrica |
| 1. československá fotbalová liga 1987/88 | 6      | 0    | Dukla Banská Bystrica |
| 1. československá fotbalová liga 1989/90 | 17     | 0    | ZVL Považská Bystrica |
| CELKEM                                   | 60     | 2    |                       |